# 邦杜里 (新桑扎里區)
49°26′41″N 34°21′19″E / 49.44472°N 34.35528°E
邦杜里（烏克蘭語：Бондури），是烏克蘭中部的村莊，隸屬波爾塔瓦州的波爾塔瓦區。該村距離波盧濟里亞0.5公里，面積1.81平方公里，海拔高度124米，2001年人口52。